# 淀川若葉会病院
淀川若葉会病院（よどがわわかばかいびょういん）は、医療法人若葉会が大阪府大阪市東淀川区豊新に設置する病院。

## 診療科
- 内科[1]
- 循環器内科[1]
- 呼吸器内科[1]
- 外科[1]
- 消化器内科[1]
- リハビリテーション科[1]
- 整形外科[1]
- 放射線科[1]

## 医療機関の認定
- 保険医療機関[1]
- 労災保険指定病院[1]
- 生活保護法指定病院（中国残留邦人等の円滑な帰国の促進並びに永住帰国した中国残留邦人等及び特定配偶者の自立の支援に関する法律（平成六年法律第三十号）に基づく指定医療機関を含む。）[1]
- 指定自立支援病院（更生医療）[1]
- 結核指定病院[1]
- 原子爆弾被害者一般疾病医療取扱病院[1]

## 系列病院（医療法人若葉会）

### 東日本
- 柿生記念病院 - 神奈川県川崎市麻生区
- 川崎田園都市病院 - 神奈川県川崎市麻生区
- 横浜田園都市病院 - 神奈川県横浜市緑区

### 西日本
- 昭和病院 - 大阪府摂津市
- 豊中若葉会病院 - 大阪府豊中市
- 淀川若葉会病院 - 大阪府大阪市東淀川区
- 堺若葉会病院 - 大阪府堺市北区
- 六甲病院 - 兵庫県神戸市
- 明石回生病院 - 兵庫県明石市
- 王子回生病院 - 兵庫県明石市
- 福山第一病院 - 広島県福山市
- 西条中央病院 - 広島県東広島市
- 九州鉄道記念病院 - 福岡県北九州市門司区

### 過去
- さいたま記念病院 - 埼玉県さいたま市見沼区（2024年12月、医療法人徳洲会へ事業譲渡。）

## 交通アクセス
- 阪急京都本線「上新庄駅」より徒歩で約5分[2]。

## 周辺
- 食品館アプロ 上新庄店
- サンディ上新庄店
- 大阪シティ信用金庫 東淀川支店